# Johan Gustaf Bergius
Johan Gustaf Bergius, född 21 mars 1721 i Eds socken, Uppland, död 28 februari 1805, var en svensk präst.
Bergius var son till kyrkoherden i Askersund Andreas Bergius den yngre. Han studerade vid Strängnäs gymnasium från 1735, blev student vid Uppsala universitet 1742 och avlade där en filosofie kandidatexamen 1747. Bergius blev filosofie magister 1749 och prästvigdes 1753, och blev därpå konsistorieadjunkt i Strängnäs. 1757 utnämndes han till extra skvadronspredikant vid livregementet till häst. Bergius var även huspredikant hos grevinnan Beata Douglas. Han blev kyrkoherde i Skagershults socken 1760, i Björkviks socken 1769. Om än främst verksam som landsbygdspräst kom Bergius att få betydelse för samtiden genom sina predikningar och predikosamlingar. Hans predikoutkast, ofta tre för varje söndag, kom lång fram i tiden att bli en ofta anlitad källa för svenska prästers predikningar.